# Press Start
Press Start é um filme independente, estadunidense de 2007, produzido e distribuído pela Dark Maze Studios. Estrelado por Joshua Stafford, Peter A. Davis, Daniel Pesina e Carlos Pesina.
O filme foi lançado em DVD no dia 25 de setembro de 2007.

## Elenco
- Joshua Stafford como Zack Nimbus
- Peter A. Davis como Vile
- Daniel Pesina como Sasori
- Carlos Pesina como Lei Gong
- Lauren Chambers como Sam
- Al Morrison como Lin-Ku
- J.W. Morrissette como Johnson
- Andy Dallas como Shopkeeper
- Michael Kleppin como G. Fourman
- Ben McDuffee como "Telegram Man"
- J.R. Thomas como Tio Lou
- Meagan Benz como Zippy (voz)
- Jane F. Cox como "Life Lady"
- Arin Hanson como Guardião da Floresta (voz)
- Jennifer Zahn como Villager